# サンシャイン・クリーニング
『サンシャイン・クリーニング』（原題：Sunshine Cleaning）は、クリスティン・ジェフズ監督による2009年の映画作品（アメリカ映画）。ある未婚の母を中心にして、困難を乗り越えようと奮闘する家族をユーモアを交えて描いたヒューマン・ドラマ。主演はエイミー・アダムス、その妹役をエミリー・ブラント、父親役をアラン・アーキンが演じる。
ビッグ・ビーチ・フィルムズの製作で主要なプロディユーサー陣が共通し、助演のアーキンも共通する事から、“『リトル・ミス・サンシャイン』チームが再び集結”とプロモーションされたが、監督、脚本、撮影スタッフは異なる。ストーリーは、2001年にスタッフがナショナル・パブリック・ラジオを聞いていた際、シアトル郊外で二人の女性たちが事件現場の清掃を始めたという実際の話を聞き、それが元となっている。
サンダンス映画祭、沖縄国際映画祭上映作品。

## ストーリー
アメリカ郊外の決して大きくない街。ローズ・ローコウスキは７歳の息子オスカーを抱える未婚の母である。ハウス・クリーニングの仕事をしながら実家近くの小さな家で慎ましく暮らしている。高校時代のローズはチア・リーディングのキャプテンで恋人はアメフト部のエース、羨望の眼差しを集めていたが、今や妻子を持つかつての恋人と情事を重ねるばかりで未来がない。ローズの妹、ノラは自堕落でウェイトレスの仕事もクビになり、実家で父と二人暮らしである。
ある日、学校からオスカーの悪戯を厳しく責められたローズは、私立校へ転校させる事を決意。学費を工面する為、ノラを誘って事件、事故、自殺などの現場清掃をする事業者「サンシャイン・クリーニング」を起ち上げる。全くの素人だった二人だが用具専門店のウィンストンの助けも借りて、事業は徐々に軌道に乗る。幼い頃に母を自殺で失った二人は、様々な現場で死者と遺族に寄り添い、次第に誇りと責任感を持つようになる。
重要顧客から依頼を受けた日、ローズは仕事の前に高校時代の友人のベビーシャワー（出産前祝いのパーティー）へ参加する事にする。一人で仕事に取り掛かったノラは遺された飼い猫を助けているうちに火事を起こし、現場宅を全焼させる。合流したローズは激怒し姉妹は仲違い。負債を抱えた「サンシャイン・クリーニング」は廃業となる。
オスカーの誕生日、ローコウスキ家とウィンストンは近所のレストランに集い、慎ましくも賑やかに祝う。そこで姉妹は仲直りする。ローズはノラに、裕福で幸せな高校時代の仲間を見返したいばかりにベビーシャワーに出席して仕事をおろそかにした事を認める。ノラは火事の失敗を詫び、幼い頃から世話を焼いてくれるローズにその必要はないと告げ、肩の荷を降ろさせる。その日の夜、ローズは一人亡き母へ語りかける。「誕生会は賑やかだった。ママは人生のかけがえのない瞬間を見逃してるんだよ。」
程なくしてノラは助けた猫と長旅へ。オスカーは学費の安いカトリック学校に転校して伸び伸び。ローズはハウス・クリーニングの仕事に戻ったが、実家を売り払い新しいバンを用意して「ボスになってくれ」と請う父に応じて再び「事件現場清掃 ローコウスキ・クリーニング」を始める、という場面で物語は終わる。

## キャスト
※括弧内は日本語吹替
- ローズ・ローコウスキ: エイミー・アダムス（八十川真由野） - シングルマザー。
- ノラ・ローコウスキ: エミリー・ブラント（東條加那子） - ローズの妹。
- ジョー・ローコウスキ: アラン・アーキン（松井範雄） - ローズの父。
- オスカー・ローコウスキ: ジェイソン・スペヴァック - ローズの息子。
- マック: スティーヴ・ザーン（花輪英司） - ローズの高校時代の恋人。妻子がいるが今もローズと関係を持つ。
- リン: メアリー・リン・ライスカブ（中司ゆう花） - ノラが現場清掃をきっかけに知り合う女性。
- ウィンストン: クリフトン・コリンズ・Jr - 清掃用具店の店主。
- ランディ: エリック・クリスチャン・オルセン - ノラの友人。
- シャーム: ポール・ドゥーリイ - 中古車業者。
- カール: ケヴィン・チャップマン - 現場清掃の他事業者。
- ポーラ: ジュディス・ジョーンズ - ローズの高校時代の友人。
- ヘザー: エイミー・レッドフォード - マックの妻。

## 評価
レビュー・アグリゲーターのRotten Tomatoesでは180件のレビューで支持率は74%、平均点は6.40/10となった。Metacriticでは32件のレビューを基に加重平均値が61/100となった。